# Kanton Redessan
 Redessan  is een kanton van het Franse departement Gard. Het kanton maakt deel uit van het arrondissement Nîmes. In 2021 telde het 33.621 inwoners.

Het kanton werd gevormd ingevolge het decreet van 24 februari 2014, met uitwerking op 22 maart 2015, met Redessan als hoofdplaats.

## Gemeenten
Het kanton omvat volgende gemeenten:
- Argilliers
- Bezouce
- Cabrières
- Castillon-du-Gard
- Collias
- Domazan
- Estézargues
- Fournès
- Lédenon
- Meynes
- Montfrin
- Pouzilhac
- Redessan
- Remoulins
- Saint-Bonnet-du-Gard
- Saint-Gervasy
- Saint-Hilaire-d'Ozilhan
- Sernhac
- Théziers
- Valliguières
- Vers-Pont-du-Gard